# Gazeta Warmińska
Gazeta Warmińska – tygodnik społeczno-kulturalny ukazujący się w Olsztynie od października 1993 do lutego 1995 w nakładzie ok. 5000 egz., wydawany przez Adama Kowalczyka.
Ukazało się 75 numerów. Początkowo redakcją kierował Adam Jerzy Socha, później Elżbieta Mierzyńska. Andrzej Mierzyński przygotowywał oprawę graficzną. W Gazecie Warmińskiej ukazywały się także artykuły dotyczące historii i kultury Warmii. M.in. drukowane były fragmenty wspomnień profesora Huberta Orłowskiego (ur. w Podlejkach). Wspomnienia te w wersji rozszerzonej ukazały się w 2000 r. w formie książki pt. „Warmia w oddali. Odpominania”.
W tygodniku publikowali swoje teksty m.in.: Bogdan Bachmura, Wiesław Białkowski, Piotr Burczyk, Stanisław Czachorowski, Igor Hrywna, Sławomir Kowalski, Adam Kowalczyk, Andrzej Kucner, Elżbieta Mierzyńska, Anna Mioduszewska, ks. Jan Rosłan, Adam Jerzy Socha, Jerzy Szmit, Bożena Ulewicz, Joanna Wańkowska-Sobiesiak, Nina Złakowska.